# Banlung
Banlung (khmer : បានលុង) est la capitale de la province de Rotanah Kiri au nord-est du Cambodge. Banlung est à 636 km de la capitale cambodgienne de Phnom Penh.

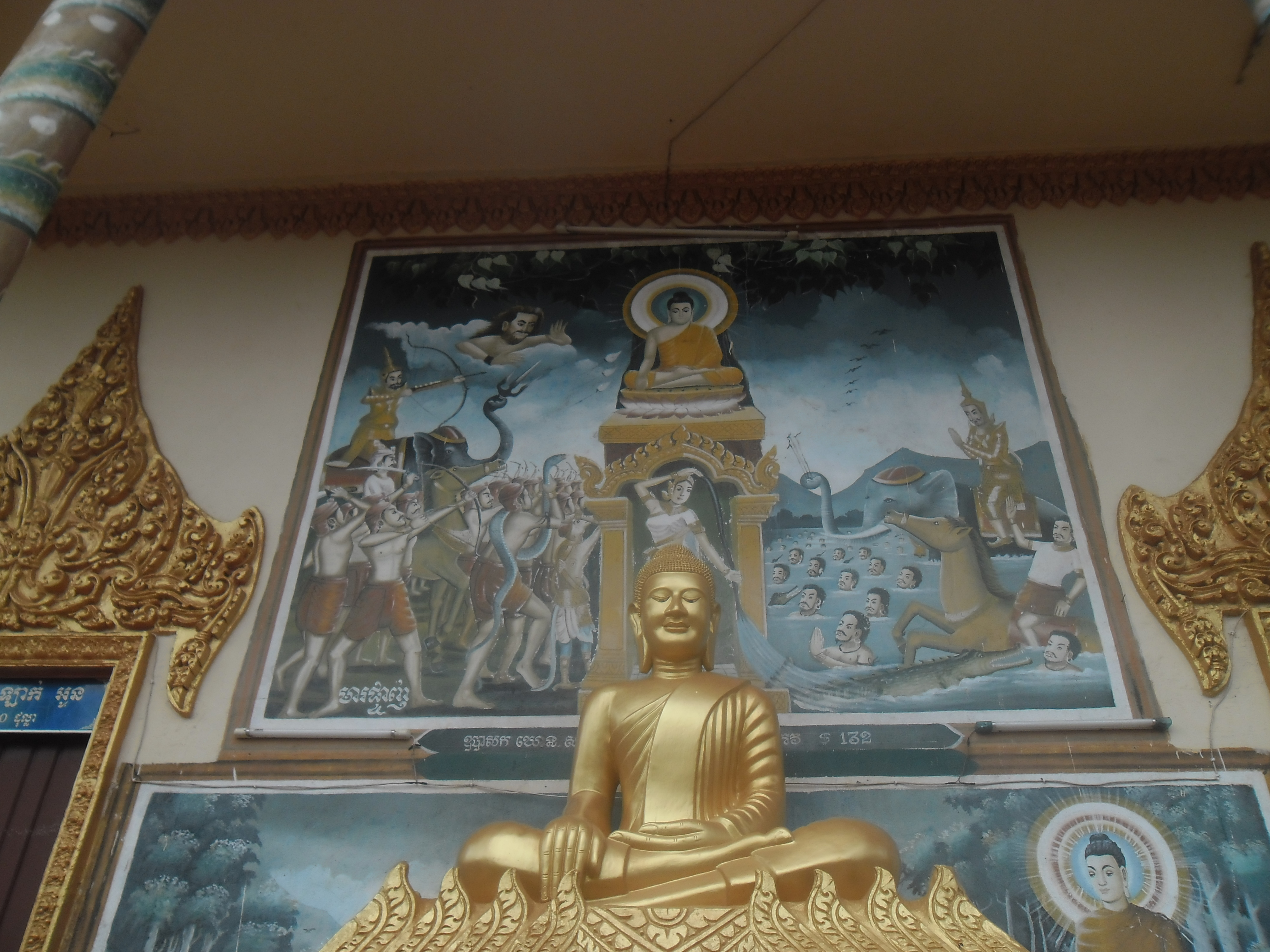
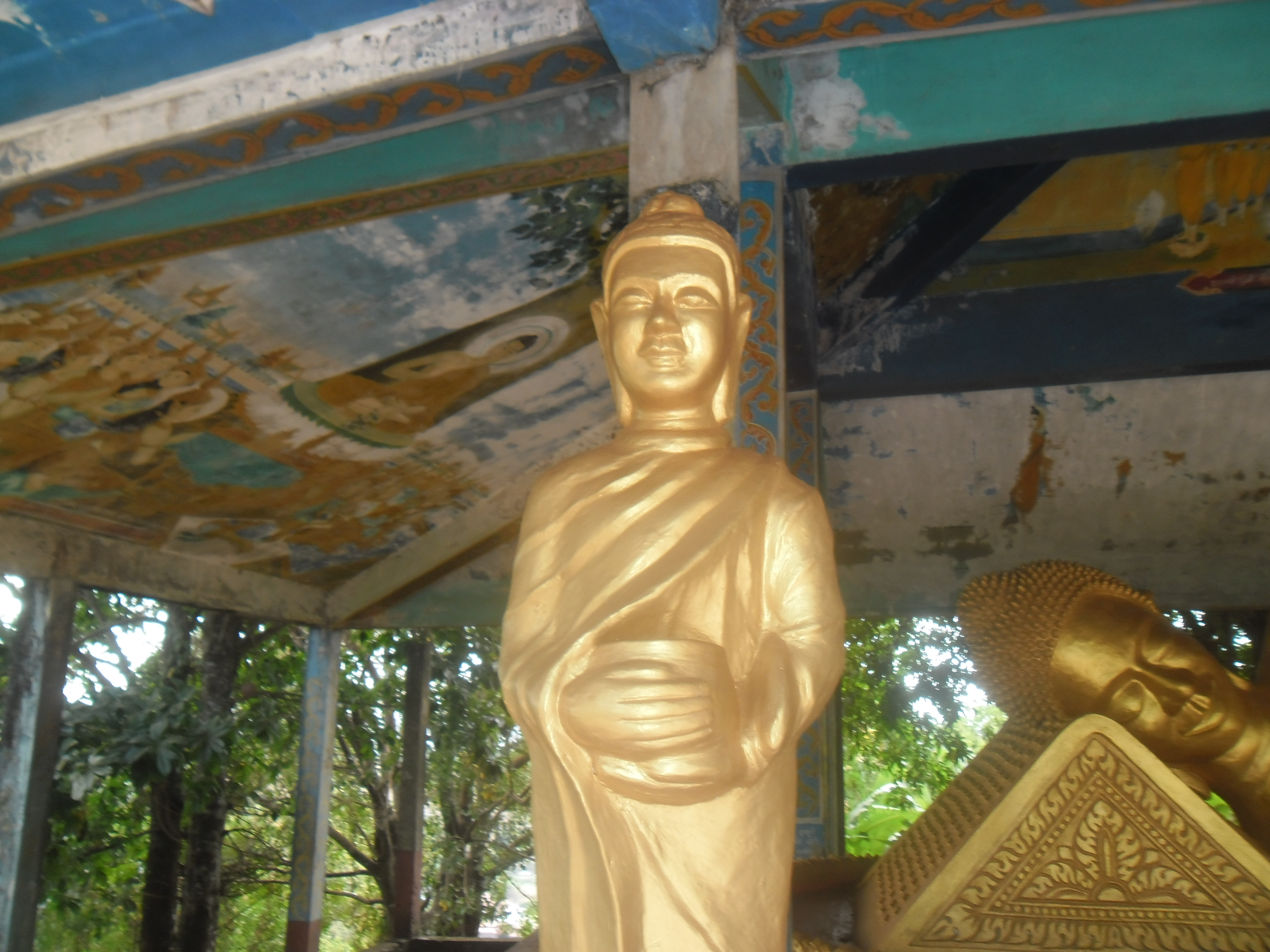
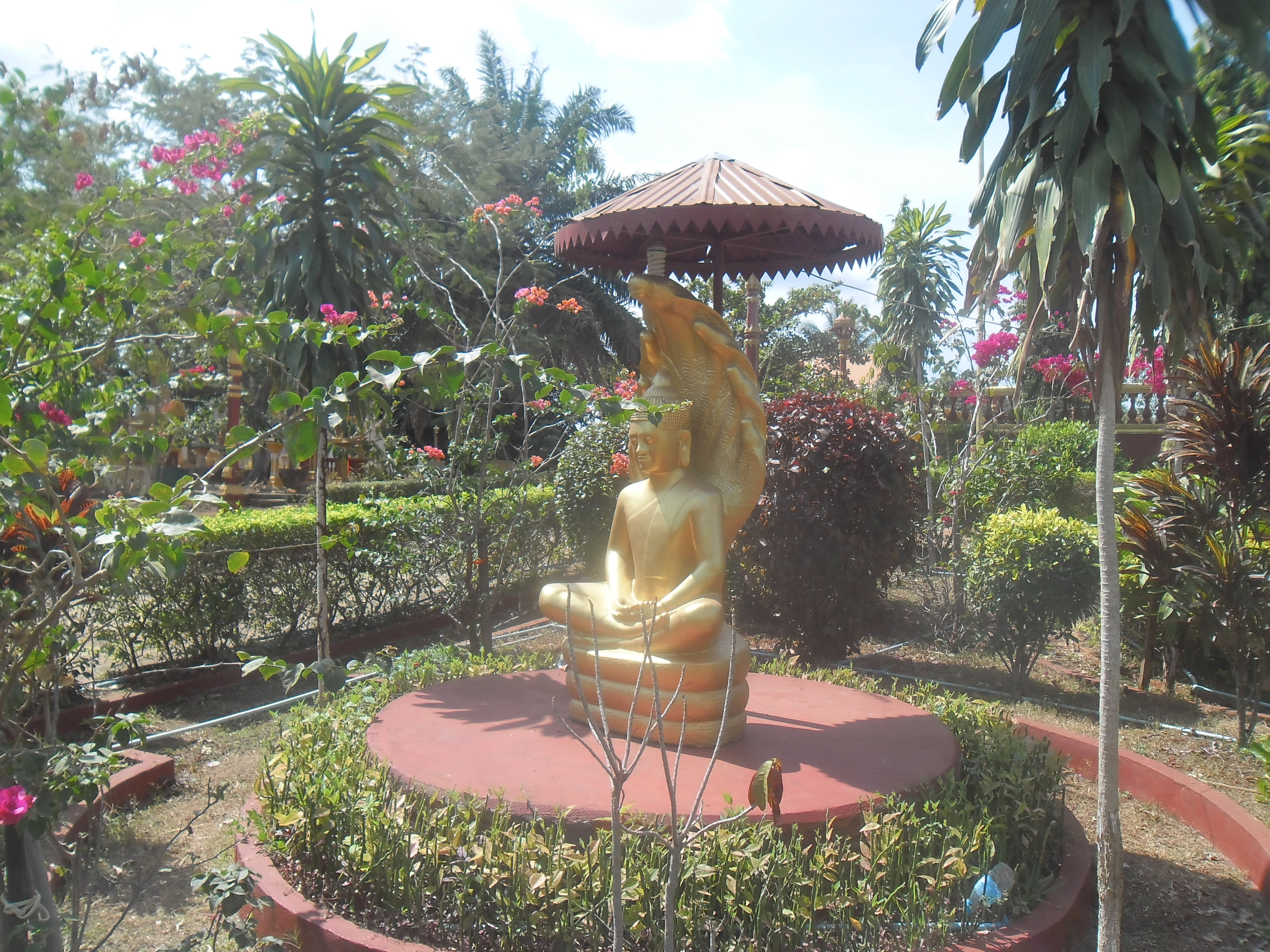
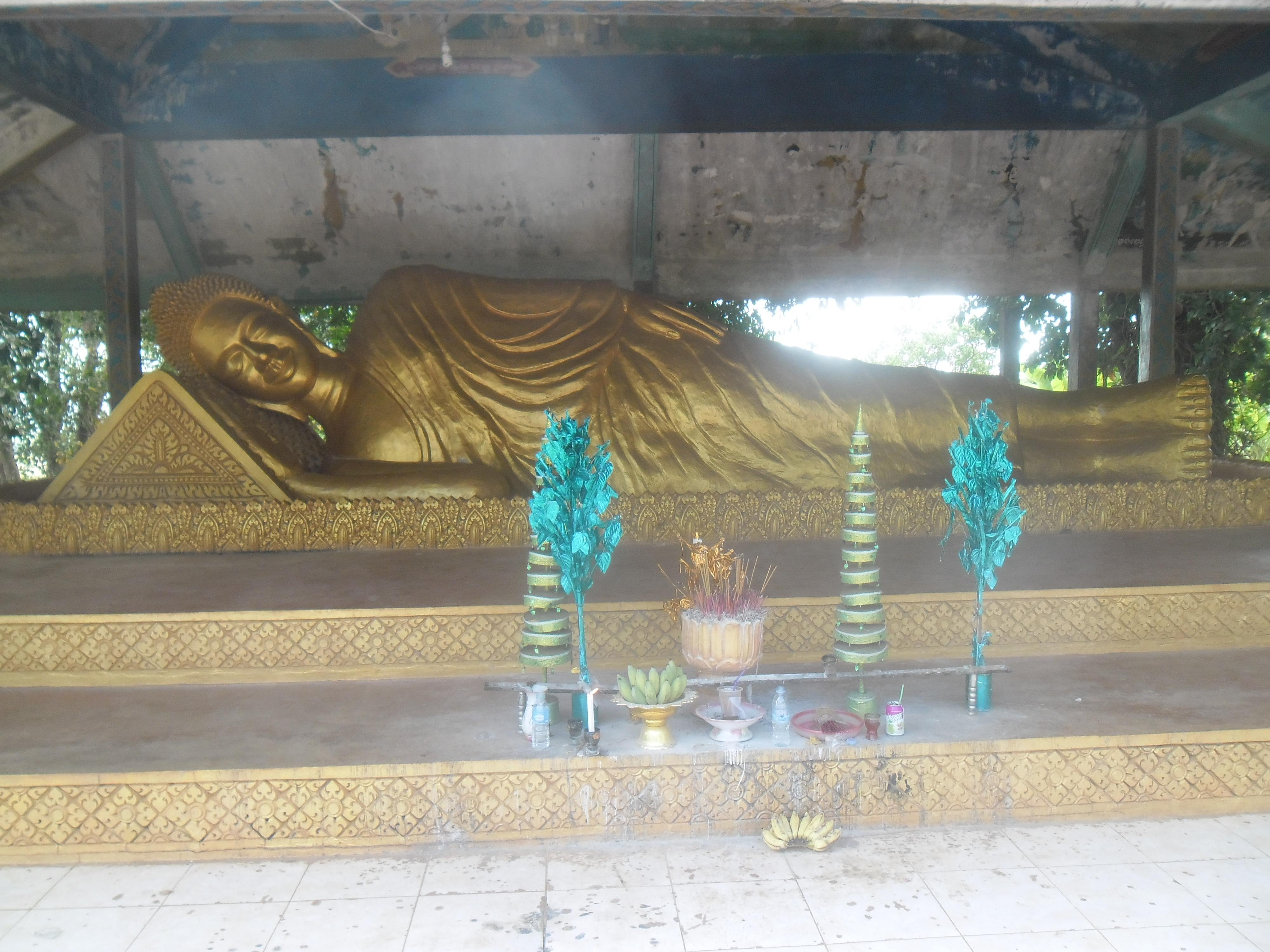
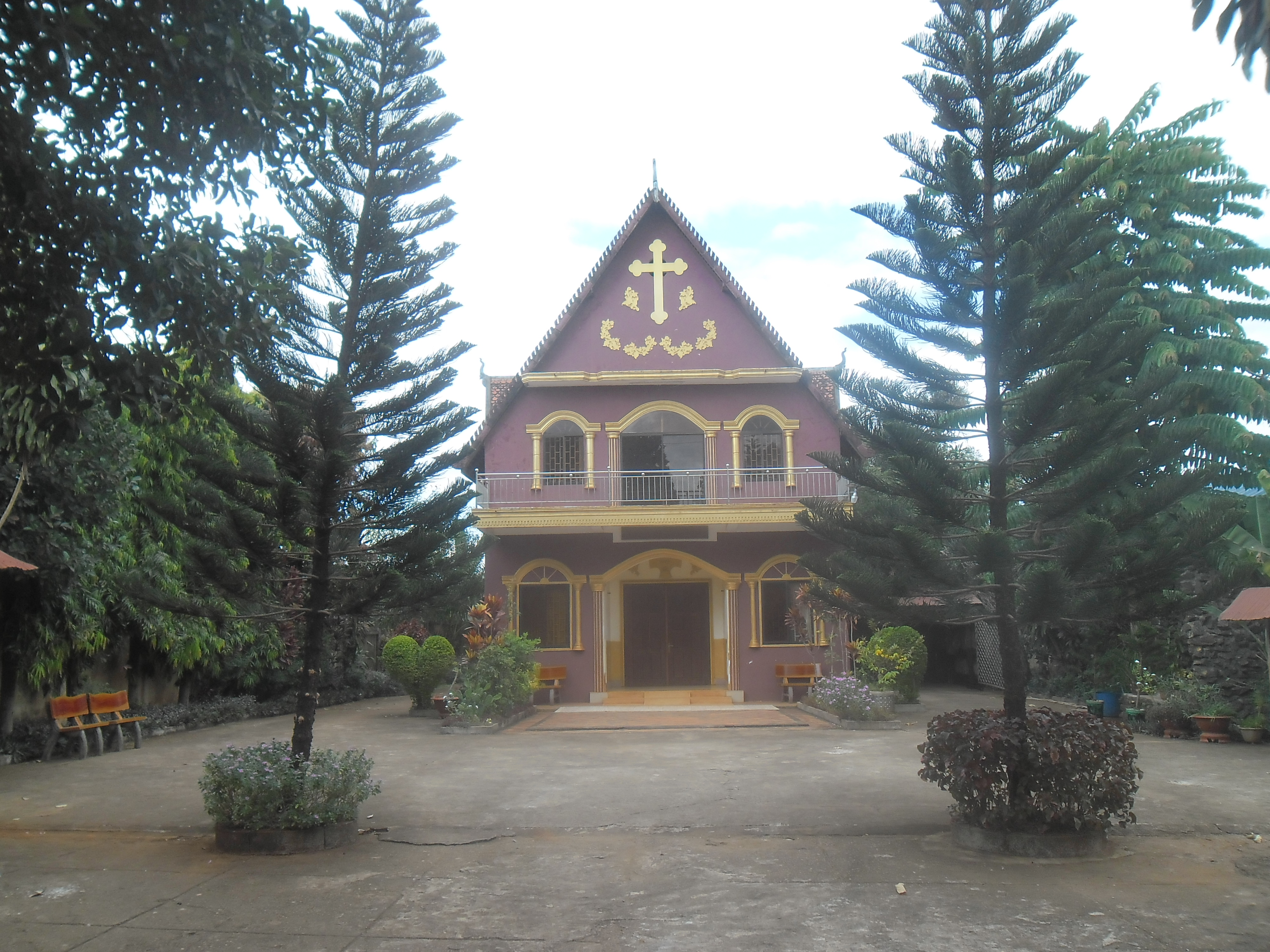
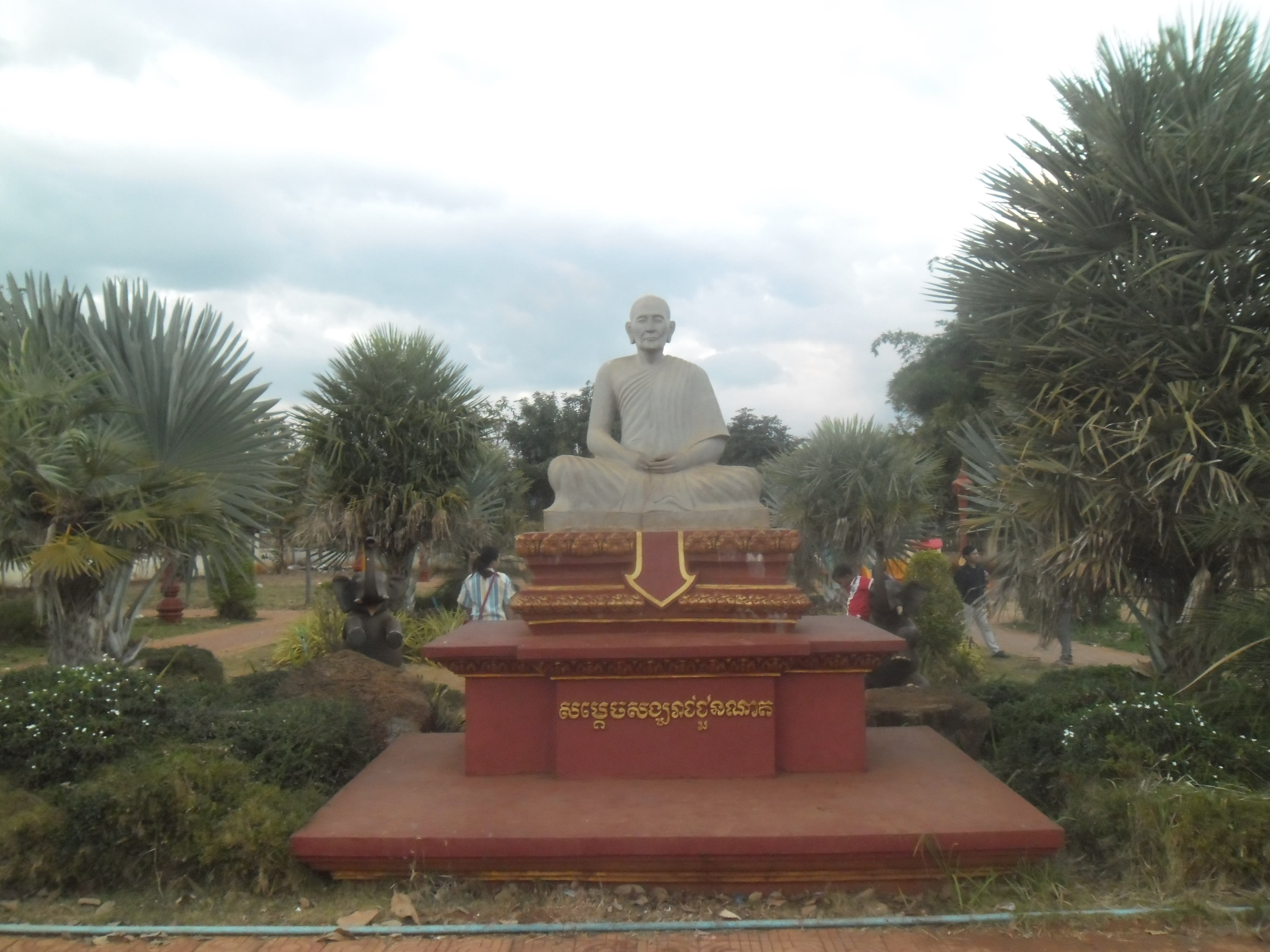
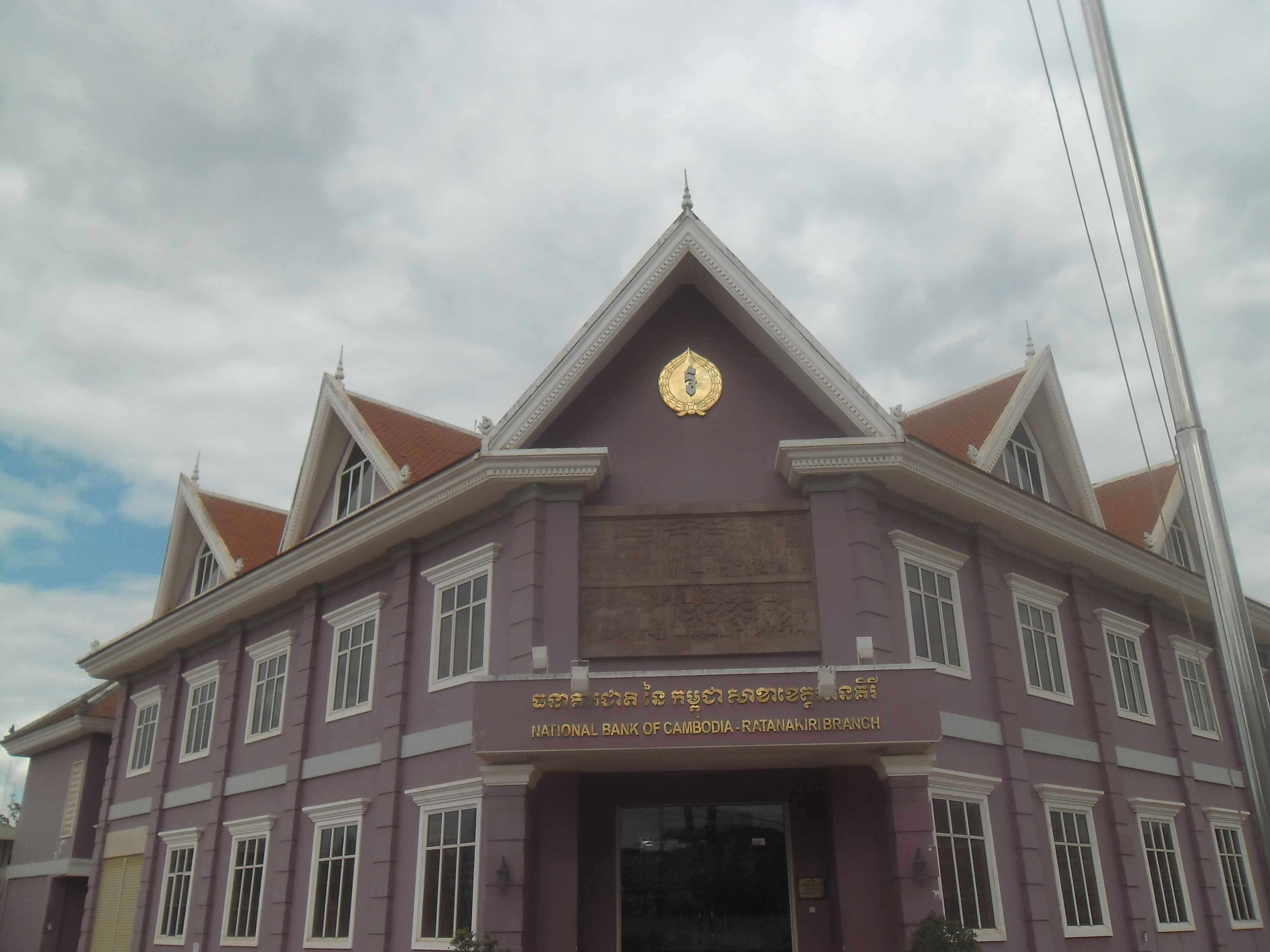
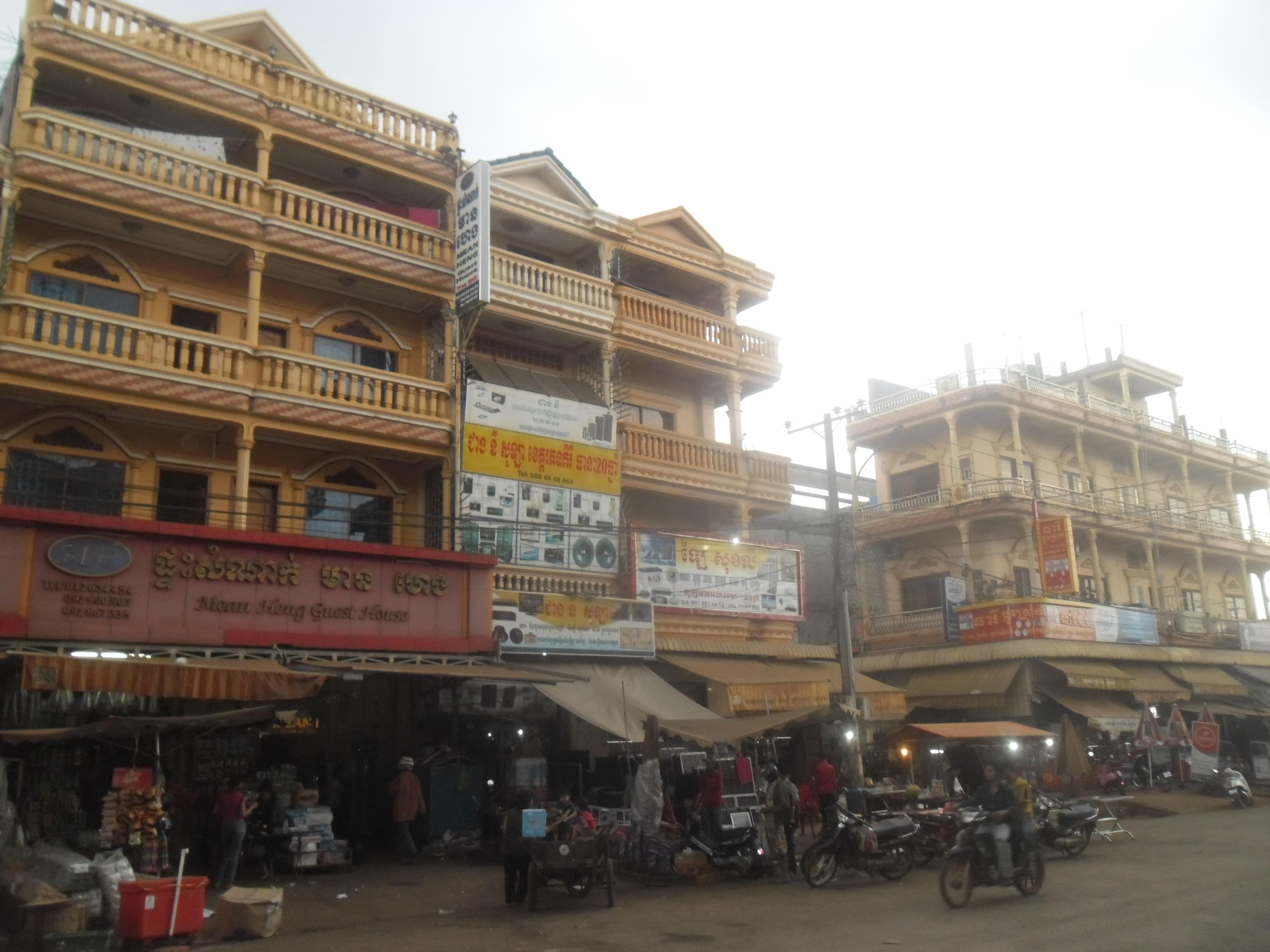
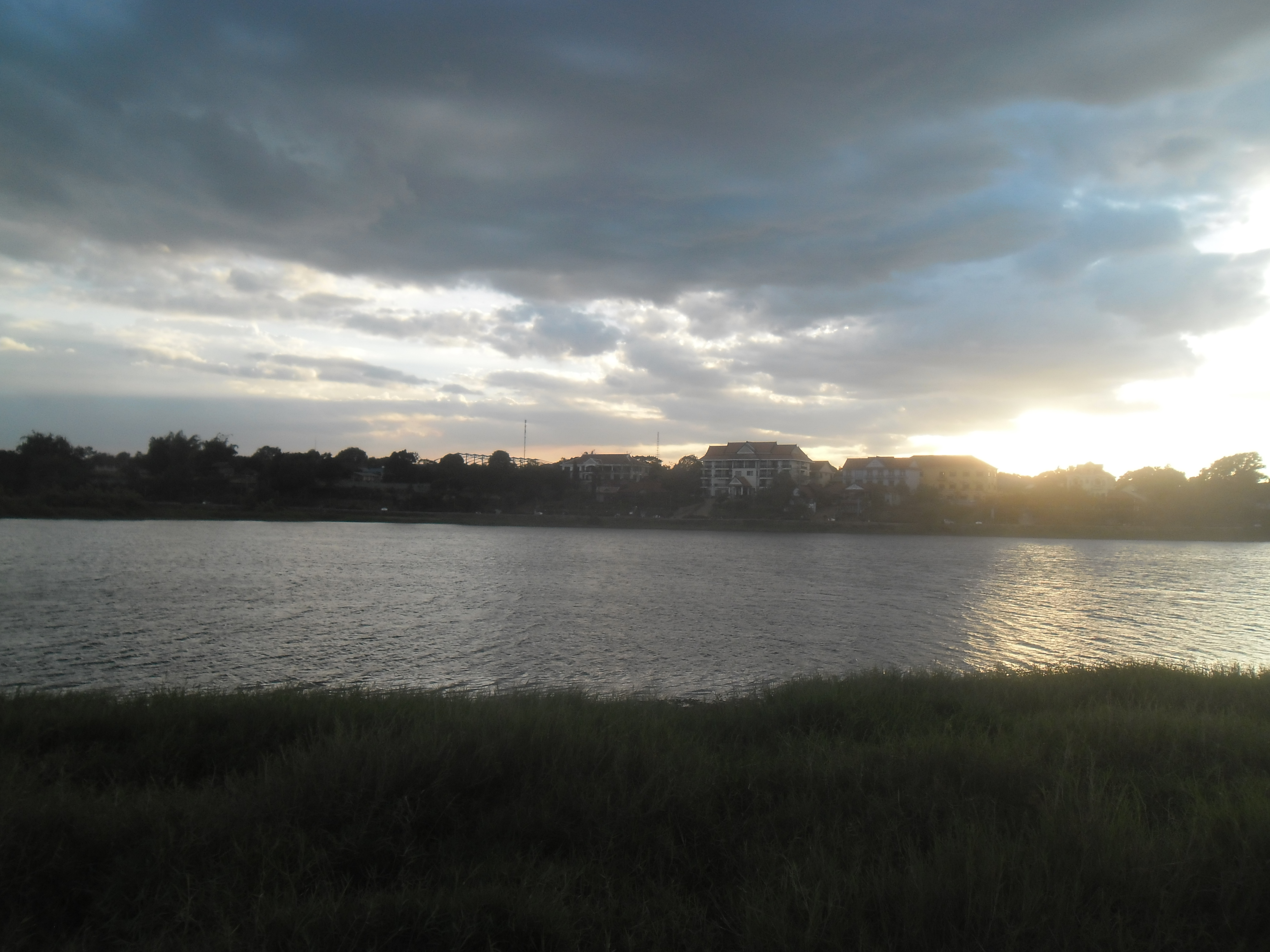
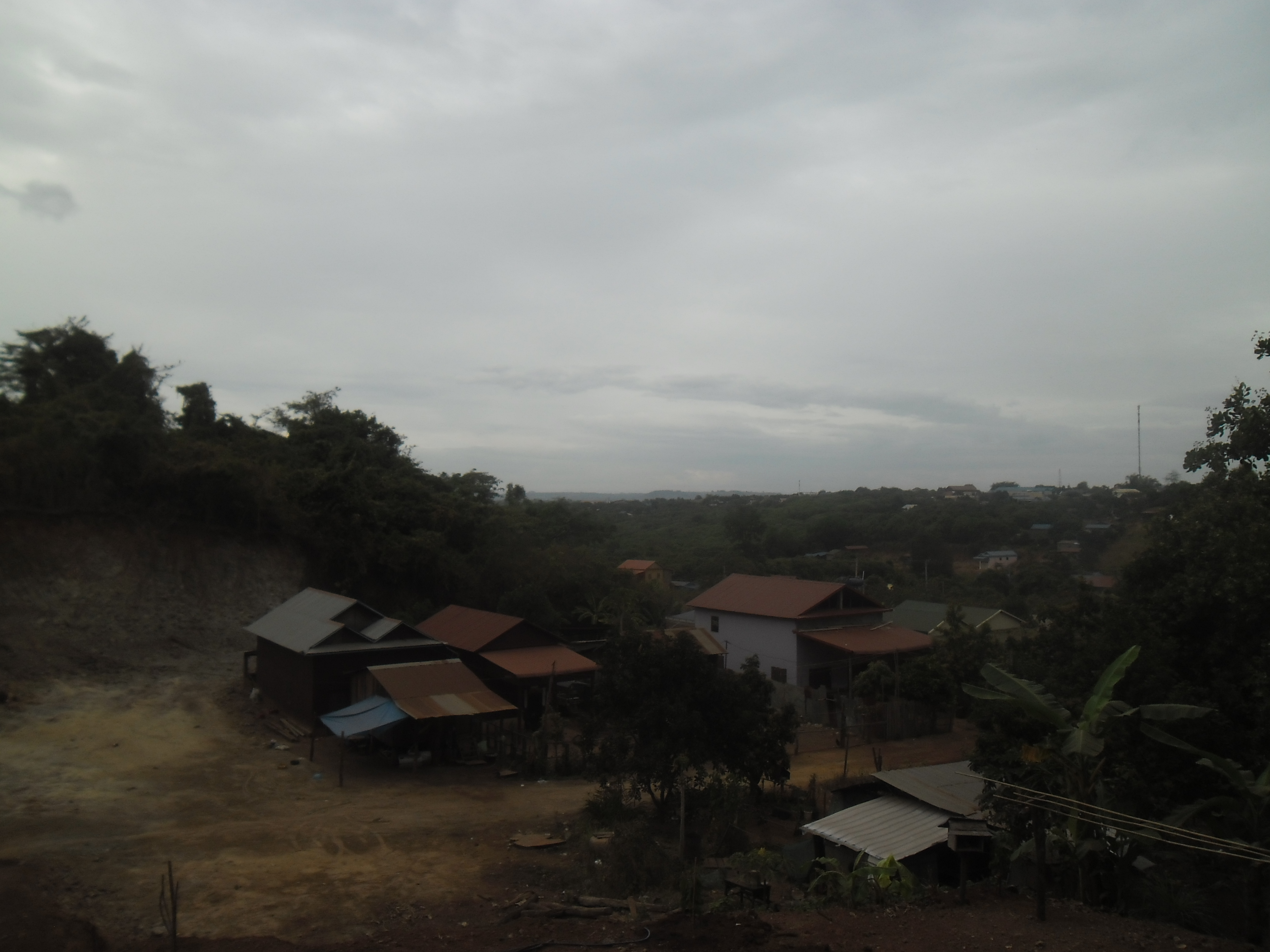